# Гушанґ Ебтегадж
Гушанґ Ебтегадж (нар.25 лютого 1928, Решт) — поет, літературознавець, дослідник творчості перського класичного поета Гафіза Шіразі.

## Біографія
Амір Гушанґ Ебтегадж народився в родині послідовників віри Бахаї Мірзи Ага-Хана Ебтегаджа та Фатеме Рафат у лютому 1928 року в Решті, столиці північної провінції Ґілян.
Його батько, Мірза-Хан Ебтегадж, був директором лікарні Пурсіна в Решті. Там він закінчив середню школу та згодом переїхав навчатися у Тегеран. В цей період він опублікував свою першу поетичну збірку під назвою «Перші пісні» (نخستین نغمه‌ها). Гушанґ Ебтегадж упроовж усього життя писав під псевдонімом Алеф. Сає (او سایه), або Сає (سایه), тобто "Тінь".
Упродовж 22 років він працював у Національній цементній компанії Ірану, не припиняючи літературну діяльність та публікуючись у часописах. У 1971 році його запросили на Національне радіо, де він до 1978 року випускає музичну програму, залучаючи до співпраці видатних музикантів. Під час революції він та багато його колег схиляються до лівих поглядів і засновують Асоціацію письменників, за що потрапляє за ґрати. Свій найвідоміший вірш "Арґаван" ("Багряник") Ебтегадж пише у камері в'язниці Евін. 
Після повернення до звичного життя Гушанґ Ебтегадж починає велике дослідження поезій Гафіза - "Гафіз зусиллями Сає" (حافظ به سعی سایه), видане в 1994 році. 
Ебтегадж із родиною емігрував до Кельна, не припиняючи зв'язків з Іраном до кінця життя. Сає помер у Кельні у 95-річному віці.

## Творчість
Поетичні збірки
- «Перші пісні» (نخستین نغمه‌ها, 1946);
- «Міраж» (سراب, 1951);
- «Чорновик 1» (سیاه مشق 1, 1953);
- «Вдосвіта» (شبگیر, 1953);
- «Земля» (زمین, 1955);
- «Кілька листків зимового сонцестояння» (چند برگ از یلدا, 1965);
- «Чорновик 2» (سیاه مشق 2, 1973);
- «До ранку найдовшої ночі» (تا صبح شب یلدا, 1981);
- «Пам'ять про кров кипариса» (یادگار خون سرو, 1981);
- «Чорновик 3» (سیاه مشق 3, 1985);
- «Чорновик 4» (سیاه مشق 4, 1992);
- «Дзеркало в дзеркалі» (آینه در آینه, 1995);
- «Дивна ностальгія» (تاسیان, 2006).

Інше
- «Гафиз зусиллями Сає» (حافظ به سعی سایه, 1994)